# Maír José Bernadete
Meyer, Mercedes o Maír José Bernadete (Çanakkale, Dardanelos, 1895-Somerville, Massachusetts, 1989) fue un hispanista y erudito sefardí, nacido turco pero nacionalizado estadounidense.

## Biografía
Último de nueve hermanos, a los ocho años padeció una severa parálisis de la que se consiguió recuperar penosamente, teniendo tiempo entonces para asimilar la cultura hispanojudía de las mujeres de su familia, y se matriculó durante cuatro años en la escuela de la Alliance Israélite Universelle, donde  enseñó después en clases inferiores. Buscando mejores perspectivas económicas, emigró a los Estados Unidos en 1910 junto a un tío suyo que ya vivía allí, en Cincinnati, y acabó su instrucción graduándose además en su Universidad con un B. A. en lenguas románicas. 
Su temprana experiencia en investigación llegó en 1913, cuando ayudó al trabajador social ashkenazi Maurice Hexter en una encuesta demográfica sobre el habla ladina de la comunidad judía en Cincinnati. Sus años de universidad fueron interrumpidos por el servicio militar durante la I Guerra Mundial (1917-1919), lo que le valió ganar la ciudadanía estadounidense; asimismo hizo una visita a casa de sus padres (1919-1920). El interés de Benardete por España y los estudios sefardíes fueron moldeados por su mentor, el profesor de la Universidad de Columbia, Federico de Onís (1885-1966), quien le animó a realizar una tesis de maestría sobre el Romancero ladino del Lower East Side y Harlem. Benardete hizo trabajo de campo entre los sefardíes mayores de la ciudad,  primer intento de reunir y grabar romances judeoespañoles en Nueva York. 
Comenzó su carrera académica como profesor de literatura española en el Hunter College en 1925 y enseñó en la Universidad de Brooklyn desde 1930 hasta su retiro en 1965. Su tesis doctoral, Hispanic Culture and Character of the Sephardic Jews (Nueva York, Hispanic Institute, 1953) era una monografía sobre la civilización sefardí que fue terminada en 1950 y traducida al español en 1963. La mayor parte de las otras publicaciones de Benardete se centraron en estudios Sefardíes y Literatura Española. En 1920, Onís fundó el Instituto de las Españas en los Estados Unidos (más tarde conocido como Hispanic Institute o Instituto Hispánico), una empresa cultural e intelectual de la Universidad de Columbia que consideraba a la civilización sefardí como parte y parcela del legado internacional de España. En algún momento a fines de 1920, Onís invitó a Benardete a dirigir la sección sefardí de estudios del Instituto. Allí patrocinó conferencias sobre la civilización sefardí y artículos para la Revista Hispánica Moderna. Publicó asimismo un volumen conmemorativo ladino/español sobre el poeta medieval hispanojudío Yehuda Halevi, y sus actividades artísticas incluyeron representaciones dramáticas y espectáculos musicales en judeoespañol o ladino en las décadas de 1930 y 1940, algunas realizadas por los mismos estudiantes de la Universidad. Estas actividades tuvieron gran importancia para la comunidad sefardí más grande de la América Latina, la del Este de Harlem, en Nueva York; Benardete se consideraba a sí mismo un puente entre los laicos y los eruditos; sus colegas lo acreditaron para lograr un acercamiento cultural y político entre EE. UU., los sefardíes y el mundo hispano. Aunque Benardete lamentó la escasez de estudios sobre la civilización judía otomana, él, como muchos otros graduados de la Alianza, habían desdeñado el ladino como un lenguaje bastardo y corrupto y creyó que las únicas referencias reseñables de la cultura sefardí eran ibéricas. Al igual que muchos hispanistas de su tiempo, Benardete abogó por la "modernización" (y, por tanto, "corrección") de dialectos ladinos para facilitar las interacciones entre los judíos de habla ladina y los hispanos gentiles.
Mientras que sus alumnos lo veneraban como profesor y mentor excepcional, sus relaciones con los colegas y miembros de la comunidad judía podían ser ásperas. En 1936, una serie de disputas verbales y físicas con los sefardíes de Nueva York, algunos de los cuales estaban afiliados al Instituto Hispano, estimularon no poca animosidad contra Benardete e incluso contra los estudios sefardíes, poniendo en peligro algunos de sus proyectos. Benardete despreciaba las convenciones sociales y por ello no se molestó en completar su tesis doctoral y, aunque no era comunista, desafió públicamente a un funcionario macartista que intentó intimidar a miembros de la facultad en el Brooklyn College en la década de 1950. 
Mucho tiempo después de su retiro, todavía estudiantes y amigos eran invitados cada noche de sábado a su casa de Brooklyn para tertulias en que se daban conferencias como si se tratase de un aula universitaria. Benardete se divorció de su primera esposa, Doris, y posteriormente se casó con Paula Ovadia de Benardete, una mujer sefardí que colaboraba activamente en la sección sefardí del Instituto y, más tarde, instructora de español y francés en el Brooklyn College. Benardete murió a la edad de noventa y tres años de un ataque al corazón en su casa en Somerville, Massachusetts. Sus tres hijos se convirtieron también en académicos. Seth Gabriel Benardete (1930-2001) fue un filósofo que enseñó en la Universidad de Nueva York, José Benardete, también filósofo, enseñó en la Universidad de Siracusa, y Diego Benardete fue profesor de matemáticas en la Universidad de Hartford.